# Pentala Harikrishna
Pentala Harikrishna (sinh ngày 10 tháng 5 năm 1986) là một đại kiện tướng cờ vua từ Guntur, Andhra Pradesh, Ấn Độ. Anh trở thành đại kiện tướng trẻ nhất từ Ấn Độ vào ngày 12 tháng 9 năm 2001, một kỷ lục sau đó đã bị Parimarjan Negi phá vỡ. Anh vô địch giải Commonwealth năm 2001, vô địch giải trẻ thế giới năm 2004 và vô địch cá nhân châu Á năm 2011.
Harikrishna vô địch nhóm B cúp Tata Steel năm 2012 và giải Biel mở rộng năm 2013. Anh đại diện Ấn Độ tại bảy Olympiad Cờ vua từ năm 2000 tới năm 2012 
và giành huy chương đồng giải đồng đội tại giải vô địch cờ vua thế giới trong năm 2010. Tại giải vô địch đồng đội châu Á, Harikrishna giành huy chương vàng đồng đội một lần, huy chương bạc đồng đội hai lần và huy chương đồng cá nhân một lần.
Vào tháng 2 năm 2013, xếp hạng ELO của Harikrishna vượt qua 2700 lần đầu tiên.

## Phỏng vấn
- "Interview with Grandmaster P Harikrishna Lưu trữ ngày 15 tháng 3 năm 2016 tại Wayback Machine", Latest Chess, ngày 20 tháng 8 năm 2007.
- "Harikrishna wins Tata Steel Chess Tournament", The Times of India, ngày 30 tháng 1 năm 2012.
- "Harikrishna bemoans lack of quality opposition", The Hindu, ngày 8 tháng 2 năm 2012.
- "Harikrishna calls for an Indian chess league", The Times of India, ngày 27 tháng 3 năm 2014.